# Miljard
En miljard (1 000 000 000 eller 109), med äldre stavning milliard, är ett naturligt tal.
En miljard är 1 000 miljoner eller en tusendel av en biljon.
På amerikansk engelska – och sedan 1974 även på brittisk engelska – heter miljard "billion". Dessförinnan var en miljard en "milliard" och en biljon en "billion" i Storbritannien. För detaljer se långa och korta skalan för stora tal. Den gamla svenska och äldre brittiska stavningen var således densamma - milliard.
Miljard förkortas i tekniska sammanhang till G (giga), i allmänna sammanhang är förkortningen för miljard(er) md enligt Språkrådet. När miljard(er) nämns tillsammans med kr, skrivs förkortningarna ofta ihop, det vill säga mdkr. I ordet gigabyte kan giga antingen betyda en miljard eller 1 073 741 824 (230).
Miljard skulle ha hetat seskviljon från det latinska ordet för en och en halv om mönstret från miljon och biljon följts.

## Exempel på en miljard
- Vikt: En miljard milligram är ett ton.
- Längdmått: En miljard mikrometer är en kilometer.
- Volym: En miljard kubikmillimeter/mikroliter är en kubikmeter. En miljard kubikmeter är en kubikkilometer.
- Tid: En miljard sekunder är ungefär 31 år och 8 månader. En miljard minuter är ungefär 1 900 år.